# Ana Iliuță
Ana Iliuță, née le 10 janvier 1958, est une ancienne rameuse roumaine. Elle est médaillée de bronze aux Jeux de 1980.

## Carrière
Ana Iliuță est médaillée de bronze en huit aux Jeux de 1980.

## Palmarès

### Jeux olympiques
- Jeux olympiques d'été de 1980 à Moscou ( Union soviétique) :
  -  médaille de bronze en huit